# Обер-церемониймейстер (Российская империя)
О́бер-церемонийме́йстер (от нем. ober — старший; нем. Zeremonienmeister от лат. caerimönia — торжественность) — статский (гражданский), затем — придворный чин, главный распорядитель придворных церемоний в Российской империи.
С 1722 года — статский чин 5-го класса в Табели о рангах. С 1743 года — статский чин 4-го класса. С 1796 года — придворный чин 3-го класса. В подчинении у обер-церемониймейстера находились церемониймейстеры. До начала XIX века существовала только одна штатная единица обер-церемониймейстера, в дальнейшем их количество было увеличено до двух. При наличии двух обер-церемониймейстеров один из них именовался старшим обер-церемониймейстером, другой — вторым обер-церемониймейстером.
В разное время был издан ряд высочайших указов, регламентирующих форму одежды обер-церемониймейстера. Так, в 1831 году Николай I предписал обер-церемониймейстеру, наряду с другими чинами двора, иметь парадный мундир тёмно-зелёного сукна с красным воротником и золотым шитьём. По статусу обер-церемониймейстер мог пользоваться тростью (жезлом) из красного дерева с золотыми накладками, которую венчал государственный герб.
Согласно указу Павла I от 5 апреля 1797 года, с указанной даты обер-церемониймейстер двора по чину являлся также обер-церемониймейстером Российского кавалерского ордена (Орденского капитула, переименованного в 1832 году в Капитул российских императорских и царских орденов), что было подтверждено высочайшим повелением Александра III от 1 декабря 1882 года.
С 1827 года обер-церемониймейстер относился ко вторым чинам двора, поскольку соответствовал 3-му классу Табели о рангах. В 1858 году императором Александром II был издан указ, которым предписывалось считать обер-церемониймейстера, «если он будет иметь чин 2-го класса, в числе первых чинов Двора». Так, обер-церемониймейстер барон П. П. Корф в 1912 году был удостоен чина действительного тайного советника и на основании этого стал числиться в составе первых чинов двора.
Первым чина обер-церемониймейстера удостоился граф Франц Санти в 1725 году, последним — граф Д. И. Толстой в 1912 году.
Существовало и придворное звание «в должности обер-церемониймейстера», единственным в истории носителем которого с 1866 года был князь П. И. Ливен, удостоенный в 1870 году чина обер-церемониймейстера.
Существовал также статус коронационного обер-церемониймейстера — распорядителя церемоний, связанных с коронацией. Коронационным обер-церемониймейстером могло быть лицо, не имеющее чина обер-церемониймейстера.
Чин прекратил существование после Февральской революции.

## Известные обер-церемониймейстеры
- См. Категория:Обер-церемониймейстеры (Российская империя)